# Trinité-et-Tobago aux Jeux olympiques d'été de 2000
Trinité-et-Tobago participe aux Jeux olympiques d'été de 2000 à Sydney. Sa délégation est composée de 19 athlètes répartis dans 3 sports et son porte-drapeau est Ato Boldon. Au terme des Olympiades, la nation se classe 61e ex æquo avec l'Arabie saoudite et la Moldavie avec une médaille d'argent et de bronze chacun. 

## Nombre d'athlètes qualifiés par sport
Voici la liste des qualifiés et sélectionnés trinidadiens par sport (remplaçants compris) :
| Sport      | Hommes | Femmes | Total |
| ---------- | ------ | ------ | ----- |
| Athlétisme | 12     | 3      | 15    |

## Liste des médaillés trinidadiens

### Médailles d'or
Aucun athlète trinidadien ne remporte de médaille d'or durant ces JO.

### Médailles d'argent
| Sport                  | Discipline | Sportifs   | Performance |
| Médailles d'argent : 1 |            |            |             |
| Athlétisme             | 100m (H)   | Ato Boldon | 9 s 82      |

### Médailles de bronze
| Sport                   | Discipline | Sportifs   | Performance |
| Médailles de bronze : 1 |            |            |             |
| Athlétisme              | 200m (H)   | Ato Boldon | 20 s 20     |

## Athlétisme

### Hommes
| Athlète                                                           | Épreuve          | Séries        | Séries      | Quarts de Finale | Quarts de Finale | Demi-finales | Demi-finales | Finale          | Finale             |
| Athlète                                                           | Épreuve          | Temps         | Rang        | Temps            | Rang             | Temps        | Rang         | Temps           | Rang               |
| ----------------------------------------------------------------- | ---------------- | ------------- | ----------- | ---------------- | ---------------- | ------------ | ------------ | --------------- | ------------------ |
| Ato Boldon                                                        | 100 m            | 10 s 04       | 1er         | 10 s 11          | 1er              | 10 s 13      | 3e           | 9 s 99          | Médaille d'argent  |
| Nico Alexander                                                    | 100 m            | 10 s 56       | 5e          | Eliminé          | Eliminé          | Eliminé      | Eliminé      | Eliminé         | Eliminé            |
| Ato Boldon                                                        | 200 m            | 20 s 52       | 1er         | 20 s 28          | 3e               | 20 s 20      | 3e           | 20 s 20         | Médaille de bronze |
| Julieon Raeburn                                                   | 200 m            | 21 s 21       | 6e          | Eliminé          | Eliminé          | Eliminé      | Eliminé      | Eliminé         | Eliminé            |
| Neil de Silva                                                     | 400 m            | 46 s 84       | 4e          | Eliminé          | Eliminé          | Eliminé      | Eliminé      | Eliminé         | Eliminé            |
| Ato Modibo                                                        | 400 m            | 45 s 91       | 6e          | Eliminé          | Eliminé          | Eliminé      | Eliminé      | Eliminé         | Eliminé            |
| Ronnie Holassie                                                   | Marathon         | Non disputé   | Non disputé | Non disputé      | Non disputé      | Non disputé  | Non disputé  | 2 h 19 min 24 s | 32e                |
| Steve Brown                                                       | 110 m haies      | 13 s 92       | 5e          | 14 s 12          | 8e               | Eliminé      | Eliminé      | Eliminé         | Eliminé            |
| Nico Alexander Julieon Raeburn Marc Burns Ato Boldon Jacey Harper | Relais 4 × 100 m | 39 s 12       | 3e          | Non disputé      | Non disputé      | 38 s 92      | 6e           | Eliminé         | Eliminé            |
| Damion Barry Simon Pierre Neil de Silva Ato Modibo                | Relais 4 × 400 m | 3 min 07 s 51 | 5e          | Eliminé          | Eliminé          | Eliminé      | Eliminé      | Eliminé         | Eliminé            |

| Athlète          | Épreuve          | Qualification | Qualification | Finale      | Finale  |
| Athlète          | Épreuve          | Performance   | Rang          | Performance | Rang    |
| ---------------- | ---------------- | ------------- | ------------- | ----------- | ------- |
| Wendell Williams | Saut en longueur | 7,22 m        | 46e           | Eliminé     | Eliminé |

### Femmes
| Athlète           | Épreuve | Séries  | Séries | Quarts de finale | Quarts de finale | Demi-finales | Demi-finales | Finale  | Finale  |
| Athlète           | Épreuve | Temps   | Rang   | Temps            | Rang             | Temps        | Rang         | Temps   | Rang    |
| ----------------- | ------- | ------- | ------ | ---------------- | ---------------- | ------------ | ------------ | ------- | ------- |
| Ayanna Hutchinson | 100 m   | 11 s 78 | 4e     | Eliminé          | Eliminé          | Eliminé      | Eliminé      | Eliminé | Eliminé |
| Fana Ashby        | 100 m   | 11 s 85 | 6e     | Eliminé          | Eliminé          | Eliminé      | Eliminé      | Eliminé | Eliminé |

| Athlète           | Épreuve    | Qualification | Qualification | Finale      | Finale |
| Athlète           | Épreuve    | Performance   | Rang          | Performance | Rang   |
| ----------------- | ---------- | ------------- | ------------- | ----------- | ------ |
| Marsha Mark-Baird | Heptathlon | Non disputé   | Non disputé   | 5627 pts    | 22e    |